# Achyrolimonia trigonia
Achyrolimonia trigonia là một loài ruồi trong họ Limoniidae.
```
Chúng phân bố ở 
miền Ấn Độ - Mã Lai
.
```